# Kubieke centimeter
De kubieke centimeter of cm³, ook wel afgekort cc (van het Engelse cubic centimetre), is een inhoudsmaat.
Eén kubieke centimeter is gelijk aan één milliliter (ml). Eén kubieke meter (m³) is gelijk aan een miljoen kubieke centimeter.
De cc wordt vaak gebruikt om de cilinderinhoud van een verbrandingsmotor aan te geven: voor een bromfiets (max. 49,9 cc) of motorfiets (in Nederland altijd meer dan 49,9 cc), maar ook voor een auto (bij een personenauto meestal tussen 800 en 3000 cc).
De inhoudsmaat wordt, naast de milliliter, in de geneeskunde gebruikt, bijvoorbeeld om aan te geven hoeveel vloeibaar medicijn moet worden toegediend, of hoeveel bloed moet worden afgenomen.
De cc is een verouderde benaming en is in de literatuur vervangen door ml (of mL). Incidenteel wordt de cc nog gebruikt in spreektaal.